# Langenstraße 41 (Stralsund)
Das Haus Langenstraße 41 in Stralsund ist ein denkmalgeschütztes Bauwerk in der Langenstraße, Ecke Am Fischmarkt.

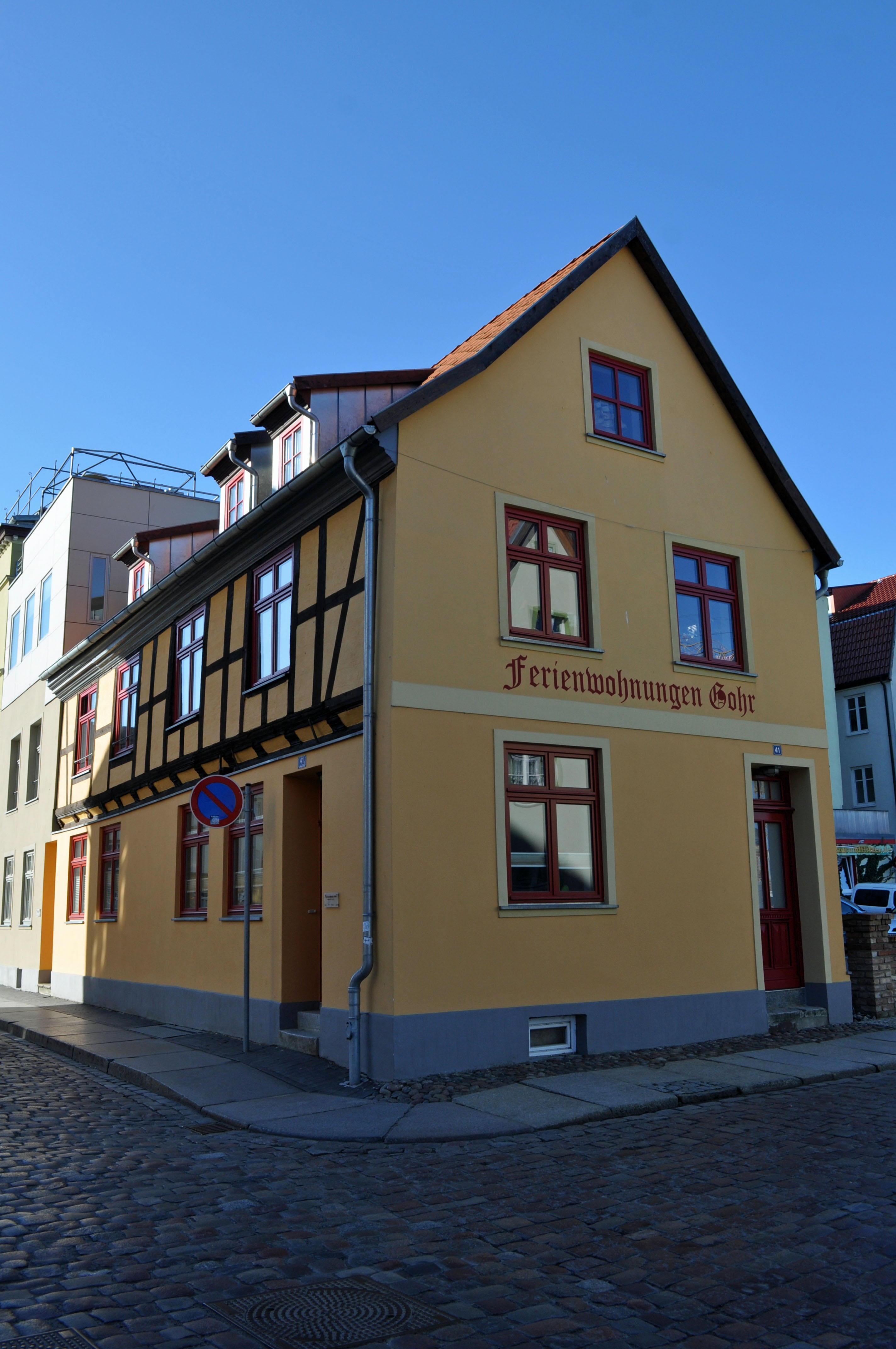
Haus Langenstraße 41 in Stralsund (2012)

Der zweigeschossige Putzbau mit der schlicht gestalteten Fassade stammt aus der Mitte des 18. Jahrhunderts. Noch um 1706/1707 wurde das Grundstück als Ödstelle bezeichnet, kurze Zeit später bereits im Kataster als Kellerteil. Nach 1730 wurde das Haus neu gebaut oder aufgestockt. Das fünfachsige Traufenhaus ist zweigeschossig mit Satteldach ausgeführt. Im Jahr 1877 wurde an der Westseite ein zweigeschossiger Anbau errichtet.
Das Haus im Kerngebiet des von der UNESCO als Weltkulturerbe anerkannten Stadtgebietes des Kulturgutes „Historische Altstädte Stralsund und Wismar“ ist in die Liste der Baudenkmale in Stralsund eingetragen.